# Хміль (Польща)
Хміль (пол. Chmiel) — давнє українське село в Польщі, у гміні Літовищі Бещадського повіту Підкарпатського воєводства.
Населення — 157 осіб (2011).

## Географія
Село розташоване на правому березі річки Сян, біля гірського хребта — Отрит (пол. Otryt). Знаходилось на межі Лемківщини і Бойківщини.

## Історія
Ймовірно, було засноване ще за часів княжої Русі. Знаходиться на споконвічних русько-українських землях. Село закріпачене на початку XVI ст. Кмітами на волоському праві. До 1772 р. село знаходилося в Сяноцькій землі Руського воєводства.
У 1772-1918 рр. село було у складі Австро-Угорської монархії, у провінції Королівство Галичини та Володимирії. З 1867  р. село належало до Ліського повіту.
У 1919-1939 рр. — у складі Польщі. Село належало до Ліського повіту Львівського воєводства, у 1934-1939 рр. входило до складу ґміни Затварниця. На 01.01.1939 в селі було 590 жителів, з них 540 українців-грекокатоликів, 40 поляків (прибулі працівники тартака) і 10 євреїв.
У 1939 р. німецько-радянський кордон відділив від села лівобережну частину, звану Хмілинчик. У 1940-1951 рр. село належало до Нижньо-Устрицького району Дрогобицької області, була Хмільська сільрада. 200-метрову прибережну смугу очистили від жителів і хат, залишивши одну для спостережного пункту прикордонників, обладнаного телефонним зв’язком з Літовищами.
У рамках договору обміну територіями 1951 року все українське населення насильно переселено, зокрема в Ширяївський район Одеської області. Натомість тут був у 1951-1959 рр. польський держгосп. За програмою 1960 року заселяли село польськими поселенцями.
У 1975-1998 роках село належало до Кросненського воєводства.

## Церква
У 1589 р. вперше згадується церква в селі, церква була дерев’яна і її спалили шведи в 1709 р., дзвіниця уціліла. В 1795 р. поруч зі вцілілою дзвіницею споруджена нова церква святого Миколая, яку розібрано в 1904 р. На тому ж місці в 1906 р. зведена нова церква. Знята в 1968 р. у фільмі Пан Володийовський як Рашків, за первісним планом мала бути спалена, однак через протести консервативних кіл громадськості церква вціліла.
Була парафіяльною церквою Затварницького деканату до 1924 р., опісля — Лютовиського деканату Перемишльської єпархії УГКЦ. Після виселення українців церква використовувалась під пожежний склад, а з 1969 р. —— під костел Св. Миколая.

## Демографія
Демографічна структура станом на 31 березня 2011 року:
|          | Загалом | Допрацездатний вік | Працездатний вік | Постпрацездатний вік |
| -------- | ------- | ------------------ | ---------------- | -------------------- |
| Чоловіки | 88      | 17                 | 62               | 9                    |
| Жінки    | 69      | 19                 | 41               | 9                    |
| Разом    | 157     | 36                 | 103              | 18                   |

## Пам'ятки
На прицерківному цвинтарі кілька надгробків XIX-XX ст. та надмогильна плита Феронії Орлицької (Дуб’янської) з 1644 р. з церковнослов’янським написом і гербом (на цьому місці стояла попередня церква).
У дзвіниці є церковний дзвін 1932 року, перевезений із села Руське.